# Allium komarowii
Allium komarowii là một loài thực vật có hoa trong họ Amaryllidaceae. Loài này được Lipsky mô tả khoa học đầu tiên năm 1900.